# Главы Владивостока
Общественное управление во Владивостоке было введено в 1870 году, через 10 лет после основания города. Тогда в городе была введена должность общественного старосты, которым стал купец Яков Лазаревич Семёнов. Однако эта должность была не административной, а почётной.

## Период Российской империи
21 ноября 1875 года во Владивостоке были проведены первые в истории Владивостока выборы городского головы.
В период с 1875 по 1922 года Владивосток возглавляли:
- Михаил Кузьмич Федоров 1875—1883 и 1891—1902
- Игнатий Иосифович Маковский 1883—1891
- Алексей Иванович Невзоров 1902
- Виктор Ананьевич Панов 1903—1905
- Иван Иннокентьевич Циммерман 1905—1910
- Василий Петрович Маргаритов 1910—1914
- Иван Алексеевич Ющенков 1914—1917
- Алексей Федорович Агарев 1917—1919

Последний городской голова — член партии большевиков Алексей Агарев делил полномочия с председателем городского совета Константином Сухановым.

## Советский период
Органом советской власти в городе был Владивостокский городской совет рабочих и солдатских депутатов. Его председателем был:
- Суханов Константин Александрович (1917—1918)

## Период интервенции
- Бадюра 1918—1918
- Евгений Николаевич Гезехус, февраль 1919—1920
- Дербер, Пётр Яковлевич 1918—1918
- Оой Соцзио 1918—1918
- Уорд Джон Кристофер 1918—1919
- Пишон Стефан 1918—1919
- Грейвс Уильям Сидней 1918—1919

## Период переворота
- Лазо Сергей Георгиевич 1920

## Период Белого самоуправления
Воссоздана должность городского головы. Её занимали:
- Еремеев Иннокентий Иванович (1920—1922)
- Лякер, Александр Иванович (и. о., 1922)

## Советский период
В 1923 году воссоздан Владивостокский городской совет. Его председателями были:
- Пшеницын, Константин Фёдорович 1923
- Гамарник Ян Борисович 1923—1924
- Попов, Иван Васильевич 1924—1925
- Никифоров, Николай Игнатьевич 1925—1929
- Старков, Меркурий Петрович 1929—1931
- Вольский, Михаил Петрович 1931—1934
- Андреев, Сергей Петрович 1933 — и. о.
- Александрович, Илья Иванович 1934 — и. о.
- Борисов, Пётр Петрович 1934 — и. о.
- Смолин, Владимир Иванович 1934—1936; и. о. в 1934
- Егоров, Николай Васильевич 1936—1938
- Николаев, Владимир Фёдорович 1937 — и. о.
- Амелин, Захар Данилович 1937—1938 — и. о.
- Коринченко, Александр Никифорович 1938 — и. о.
- Кравчук, Григорий Викторович 1938 — и. о.
- Васильев, Илья Михайлович 1938—1939

В 1939 году, после принятия новой Конституции РСФСР (1937), учреждён Владивостокский горисполком, избиравшийся горсоветом. Председатель горисполкома стал главой города. Этот пост занимали:
- Беликин, Николай Игнатьевич 1939—1942
- Майхровский, Арсений Романович 1943—1944
- Молоков, Владимир Андреевич 1944—1950
- Бородкин, Николай Мартынович 1950—1952
- Ясинский, Василий Никитич 1952—1956
- Аверкин, Борис Захарович 1957—1962
- Ведев, Георгий Митрофанович 1962—1963
- Дудоров, Вячеслав Моисеевич 1963—1965
- Кравченко, Константин Фёдорович 1965
- Корольков, Иван Сергеевич 1965 — и. о.
- Середа, Григорий Емельянович 1965—1967 — и. о.
- Орлов, Василий Иванович 1967—1972
- Сафронов, Владимир Дмитриевич 1972—1975
- Гагаров, Дмитрий Николаевич 1975—1978
- Нечаюк, Виктор Георгиевич 1978—1985
- Головизин, Анатолий Сергеевич 1985—1989
- Дулов, Константин Павлович с 1989 года по апрель 1990 года.
- Фадеев, Борис Викторович с 28 апреля 1990 года по 14 июня 1990 года.
- Блинов, Евгений Михайлович с 15 июня 1990 года по 22 февраля 1992 года.

## Период Российской Федерации
- Владимир Васильевич Ефремов с 28 декабря 1991 года по 31 марта 1993 года.
- Виктор Иванович Черепков с 26 июня 1993 года по 16 марта 1994 года.
- Константин Борисович Толстошеин с марта по ноябрь 1994 года.[1]
- Виктор Иванович Черепков с 29 ноября 1994 года по 23 декабря 1994 года.
- Константин Борисович Толстошеин с декабря 1994 года по август 1996 года.
- Виктор Иванович Черепков с 14 августа 1996 года по 26 сентября 1997 года и с 22 октября 1997 года по 11 декабря 1998 года.
- Юрий Михайлович Копылов с 20 июня 2000 года по 18 июля 2004 года[2].
- Владимир Викторович Николаев с 18 июля 2004 года[3] по 20 февраля 2008 года.
  - Юрий Иванович Корень исполнял обязанности мэра с 28 февраля 2007 года[4] по 1 октября 2007 года.
  - Ольга Николаевна Козерацкая исполняла обязанности мэра с 1 октября 2007 года по 1 декабря 2007 года.
  - Александр Георгиевич Барабанов исполнял обязанности мэра с 1 декабря 2007 года по 7 декабря 2007 года.
  - Александр Мельник исполнял обязанности мэра с 7 декабря 2007 года по февраль 2008 года.
- Игорь Александрович Ковалев исполнял обязанности мэра с февраля 2008 года по 1 апреля 2008 года.
- Виталий Михайлович Мутовин исполнял обязанности мэра с 1 февраля 2008 года по 18 мая 2008 года.
- Игорь Сергеевич Пушкарёв 18 мая 2008 года — 3 ноября 2017 года[5].
  - Алексей Александрович Литвинов исполнял обязанности мэра с 2 июня 2016 года по 27 июня 2016 года, с 30 ноября 2017 года по 21 декабря 2017 года[6].
  - Константин Анатольевич Лобода исполнял обязанности мэра с 27 июня 2016 года по 18 апреля 2017 года[7].
  - Константин Анатольевич Межонов исполнял обязанности мэра с 18 апреля 2017 года по 30 ноября 2017 года[8].
- Виталий Васильевич Веркеенко с 21 декабря 2017 года по 11 октября 2018 года.[9]
- Олег Владимирович Гуменюк исполнял обязанности мэра с 22 декабря 2018 года[10], глава города с 28 марта 2019 года по 18 мая 2021 года[11].
- Константин Владимирович Шестаков исполнял обязанности мэра с 18 мая 2021 года, глава города с 5 августа 2021 года.